# Bolonka
Bolonka (em russo:  Болонка) é uma rara raça de cães toy do tipo bichon originária da Rússia. É reconhecida apenas pelo clube Nordic Kennel Union. A raça foi desenvolvida em Moscou e São Petersburgo a partir dos ancestrais de cães pequenos como o Bichon, Poodle toy, Shi-tzu, Pequinês, e Bichon bolonhês.
O bolonka recentemente ganhou mais fama por ser a raça escolhida do príncipe William e Kate Middleton.
O bolonka alcança no máximo 5 kg e 27 cm de altura na cernelha, possui pelos longos e encaracolados em uma variedade de cores, são hipoalergênicos e ótimos cães de companhia.